# Amerykanie pochodzenia nikaraguańskiego
Amerykanie pochodzenia nikaraguańskiego – obywatele lub rezydenci Stanów Zjednoczonych, których przodkowie pochodzą z Nikaragui, bądź też imigranci z tego kraju. Według spisu ludności przeprowadzonego przez Amerykańskie Biuro Cenzusowe w 2000 roku było ich 177 684. W 2005 ich liczebność oceniano już na 281 167 osób.

## Migracje
Ciężko jest ustalić kiedy pierwsi Nikaraguańczycy przybyli do Stanów Zjednoczonych, ze względu na fakt iż przez bardzo długi czas nie wprowadzano rozróżnienia między imigrantami z krajów Ameryki Środkowej. Według danych Amerykańskiego Biura Cenzusowego między 1967 a 1976 rokiem w Stanach Zjednoczonych żyło 28 620 Nikaraguańczyków. 90% z nich w spisie z 1970 zadeklarowało przynależność do rasy białej. Większość obywateli Nikaragui przybywając do USA w latach '60 XX wieku to kobiety. Na 100 migrujących kobiet przypadało wówczas 60 mężczyzn. W 1998 roku, z powodu huraganu Mitch, ponad 2 miliony Nikaraguańczyków opuściło rodzinne strony. Część z nich udała się do USA, gdzie wielu zostało już na stałe.
Według spisu z 1990 roku Stany Zjednoczone zamieszkiwało 202 658 Nikaraguańczyków, z czego 168 659 urodziło się w Nikaragui. W 1992 z tego środkowoamerykańskiego państwa wyemigrowało około 10%-12% ogółu mieszkańców. W przeciwieństwie do poprzednich fal migracji, było wśród nich wiele osób z wykształceniem bądź posiadających odpowiednie kwalifikacje zawodowe. Nie mieli więc tak dużych problemów ze znalezieniem pracy (często umysłowej, a nie fizycznej) i otrzymaniem większego wynagrodzenia jak ich poprzednicy.
Część imigrantów w okresach stabilizacji, powracało do swego kraju.

## Przyczyny imigracji
Jedną z głównych przyczyn migracji do Stanów Zjednoczonych były ciągłe konflikty zbrojne na terenie kraju. W latach 70. XX wieku walki toczyły się między wojskami dyktatora Somozy a próbującymi go obalić Sandinistami. W 1979 Somoza został zmuszony do ucieczki a władzę przejęli jego przeciwnicy. Kraj jednak znajdował się w katastrofalnej sytuacji gospodarczej o czym świadczy choćby dług który wynosił 1,6 miliarda dolarów czy liczba 600 000 ludzi pozostających bez dachu nad głową. W latach '80 XX wieku, z racji przejęcia władzy przez Sandinistów, głoszących marksistowskie hasła, wiele zamożnych i dobrze usytuowanych rodzin opuściło Nikaraguę i wyjechało do USA.
Tymczasem, mimo katastrofalnej sytuacji wewnętrznej, wybuchła następna wojna domowa. Przeciwko nowemu rządowi powstał ruch Contras, wspierany przez CIA. Walki te jeszcze pogłębiły problemy gospodarcze.
Głównymi przyczynami migracji były zatem motywy ekonomiczne i polityczne.

## Demografia
W amerykańskim spisie z 2000 roku 177 684 osoby zadeklarowały nikaraguańskie pochodzenie. Wśród nich było 94 151 kobiet i 83 533 mężczyzn. 76% miało 18 lub więcej lat, zaś zaledwie 5% było po 65 urodzinach
Około 68% amerykańskich Nikaraguańczyków mających 25 lub więcej lat ukończyło szkołę średnią lub wyższą. 11% z nich posiadało bachelor's degree (odpowiednik polskiego licencjatu) lub wyższy tytuł naukowy. Procent członków tej społeczności posiadających bachelor's degree był najwyższy wśród społeczności wywodzących się z Ameryki Centralnej.

## Regiony zamieszkania
Najwięcej Nikaraguańczyków, około 80 tysięcy, zamieszkuje południową Florydę (przede wszystkim hrabstwo Miami-Dade)
W Miami Nikaraguańczycy zamieszkują głównie część Little Havana (Mała Hawana) zwaną Little Managua (Mała Managua). W Kalifornii mieszka druga pod względem liczebności grupa Amerykanów pochodzenia nikaraguańskiego. W 2000 roku było ich 51 336. Zamieszkują głównie obszary metropolitarne Los Angeles i San Francisco.